# Horton-cum-Peel
Pour les articles homonymes, voir Horton et Peel.
Horton-cum-Peel est un village du Cheshire, en Angleterre.